# 京阪350型電車
京阪350型電車（けいはん350がたでんしゃ）は、かつて京阪電気鉄道が所有していた電車（路面電車車両）の1形式。滋賀県を走る石山坂本線向けに製造された車両である。

## 導入
京阪大津線に残存していた旧型車両を置き換えるため製造された。車体は先に導入されていた260型や300型と同型で、両開きの乗降扉が2箇所設置されていた。ただし、後述のように機器の関係上定期運用は石山坂本線に限定されたことから、260型や300型と異なり塗装は製造当初から車体の上半分が若草色（ライトグリーン）、下半分が青緑色（ダークグリーン）の一般色であった。運転台は351 - 355が両運転台、356 - 361が片運転台であった。
台車や主要機器は、京阪線最後の木造電車として1967年まで使用されていた800型 (初代)のものを流用した。この形式は元々石山坂本線の前身の1つである琵琶湖鉄道汽船が1927年の開業時に導入した100形電車であり、全長15 m級という当時の同路線では大型車体であったことが仇となり、1929年の京阪電気鉄道への吸収合併後、車両番号の変更を経て同年から1940年にかけて京阪線へ転属した経歴を持つ。12両（101 - 112 → 801 - 812）が製造されたが、807が1946年に脱線事故で廃車されたため、機器を流用した350型は11両（351 - 361）が造られた。
主電動機は82 kWで、1台の台車につき1基が搭載されていた。そのため260型や300型に比べ出力値が低かったことに加え、制動装置（非常直通ブレーキ、SME）に発電ブレーキが備わっていなかったため、併用軌道や急勾配を有する京津線への旅客列車としての入線はできず、800型の当初の導入先であった石山坂本線のみの運用となった。

## 運用・改造工事
1966年から翌1967年にかけて製造され、石山坂本線に残っていた旧型電車を置き換えた。営業開始当初、石山坂本線の一部列車は単行運転を実施しており、350型の両運転台車（351 - 355）も使用された。しかし、1970年8月に集電装置がそれまでのポールからパンタグラフに変更されたことを機に352 - 355は製造当初から片運転台であった車両（356 - 361）と共に2両編成を組み、1975年（354、355）、1982年（352、353）に連結面側の運転台撤去工事を行った。また1983年には前照灯のシールドビーム2灯化、貫通幌の撤去、貫通扉下部の通風口設置などの改造を受けた。
一方、余った351はその後も両運転台のまま残存し、前述の前面部の改造も行われず原形を保ったまま錦織車庫の入換用や故障時の予備車として使用された。ただし制御装置については他車と共に1971年にそれまでの電空カム軸式から電動カム軸式に変更された。

## 廃車
大津線では1997年10月12日に実施された京津線の部分廃止および京都市営地下鉄東西線への片乗り入れに合わせて全線の昇圧工事を実施したが、それに先駆け昇圧に備えた新型車両として700形が導入されることとなった。この形式に採用された制動装置は従来の非常直通ブレーキ（SME）ではなく全電気指令式電磁直通ブレーキ（HRD-1）であったことから、乗務員の習熟訓練用に351が用いられ、制動装置のHRD-1への交換が実施された。その後、1994年に行われた錦織車庫の改築の結果、スペース上の関係から351は同年中に廃車・解体された。
一方、700形の製造にあたって、石山坂本線専用車であったことから運用に支障をきたしていた350型の車体が用いられることとなり、種車となった358 - 361は1992年に廃車された。残りの6両については以降も石山坂本線で運用に就いたが、700形の導入が完了した1993年以降は朝夕のラッシュ時のみの使用となった。また錦織車庫改築期間中の検査は京津線の四宮車庫で実施されたため、係員が添乗した上で回送列車として京津線を走行した。
大津線の全線昇圧によりこれらの車両も廃車され、350型は形式消滅した。352 - 355の4両は部分廃止された旧九条山駅で解体された一方、浜大津駅（現：びわ湖浜大津駅）の側線に356・357が留置されたが、2002年に解体された。その際に搬出された357の運転台機器については大津市歴史博物館へ寄贈されている。

## 車歴
| 京阪350型 |                |                |                |
| 車両番号  | 竣工日         | 廃車日         | 運転台(製造時) |
| 351       | 1966年12月17日 | 1994年7月11日  | 両運転台       |
| 352       | 1966年12月17日 | 1997年10月12日 | 両運転台       |
| 353       | 1966年12月23日 | 1997年10月12日 | 両運転台       |
| 354       | 1966年12月23日 | 1997年10月12日 | 両運転台       |
| 355       | 1967年7月28日  | 1997年10月12日 | 両運転台       |
| 356       | 1966年12月26日 | 1997年10月12日 | 片運転台       |
| 357       | 1966年12月26日 | 1997年10月12日 | 片運転台       |
| 358       | 1967年3月20日  | 1992年7月28日  | 片運転台       |
| 359       | 1967年3月20日  | 1992年7月28日  | 片運転台       |
| 360       | 1967年7月28日  | 1992年4月24日  | 片運転台       |
| 361       | 1967年7月28日  | 1992年4月24日  | 片運転台       |